# Брагин, Михаил Григорьевич
Михаил Григорьевич Брагин (10 (23) декабря 1906, Краснополье — 6 августа 1989, Москва) — советский писатель. Брат Абрама и Владимира Брагиных.
Окончил Военную академию имени Фрунзе (1934). В 1930 году опубликовал брошюру «О военной работе комсомола», с 1931 года член Коммунистической партии Советского Союза. Кандидат исторических наук.
В 1941 году написал книгу «Полководец Кутузов», принят в Союз писателей СССР. В 1943 году отдельным изданием вышел очерк «Великое сражение под Сталинградом». Участник войны, награждён орденами Красного знамени (дважды) и Красной звезды (дважды).
Члены семьи Брагина М.Г.: жена Брагина Раиса Николаевна, 1911 г.р.; сын Брагин Александр Михайлович, 1937 г., старший научный сотрудник Института высшей нервной деятельности АН СССР, кандидат биологических наук.
В послевоенные годы продолжил работать с военной темой, опубликовав сборник статей и очерков военного времени «От Москвы до Берлина» (1947) и книгу «Путь генерала Н. Ф. Ватутина» (1953), переизданную годом позже в серии «Жизнь замечательных людей». Все три книги Брагина многократно переиздавались, переводились в конце 1940-х — начале 1950-х гг. на болгарский, венгерский, польский, чешский языки, выходили также в Москве по-английски, по-французски и по-немецки. В 1957 г. вышла ещё одна биография, «Путь лейтенанта» (1957, об артиллеристе Афанасии Шилине). Работал также как редактор (в том числе с романом Константина Симонова «Товарищи по оружию», 1952).
В 1969 году Брагин написал предназначенную для младшего возраста книгу об Отечественной войне 1812 года «В грозную пору», вышедшую в издательстве «Малыш» и неоднократно переизданную. В 1971 году дополненное издание книги о Кутузове вышло в серии «Жизнь замечательных людей».